# Oltrarno

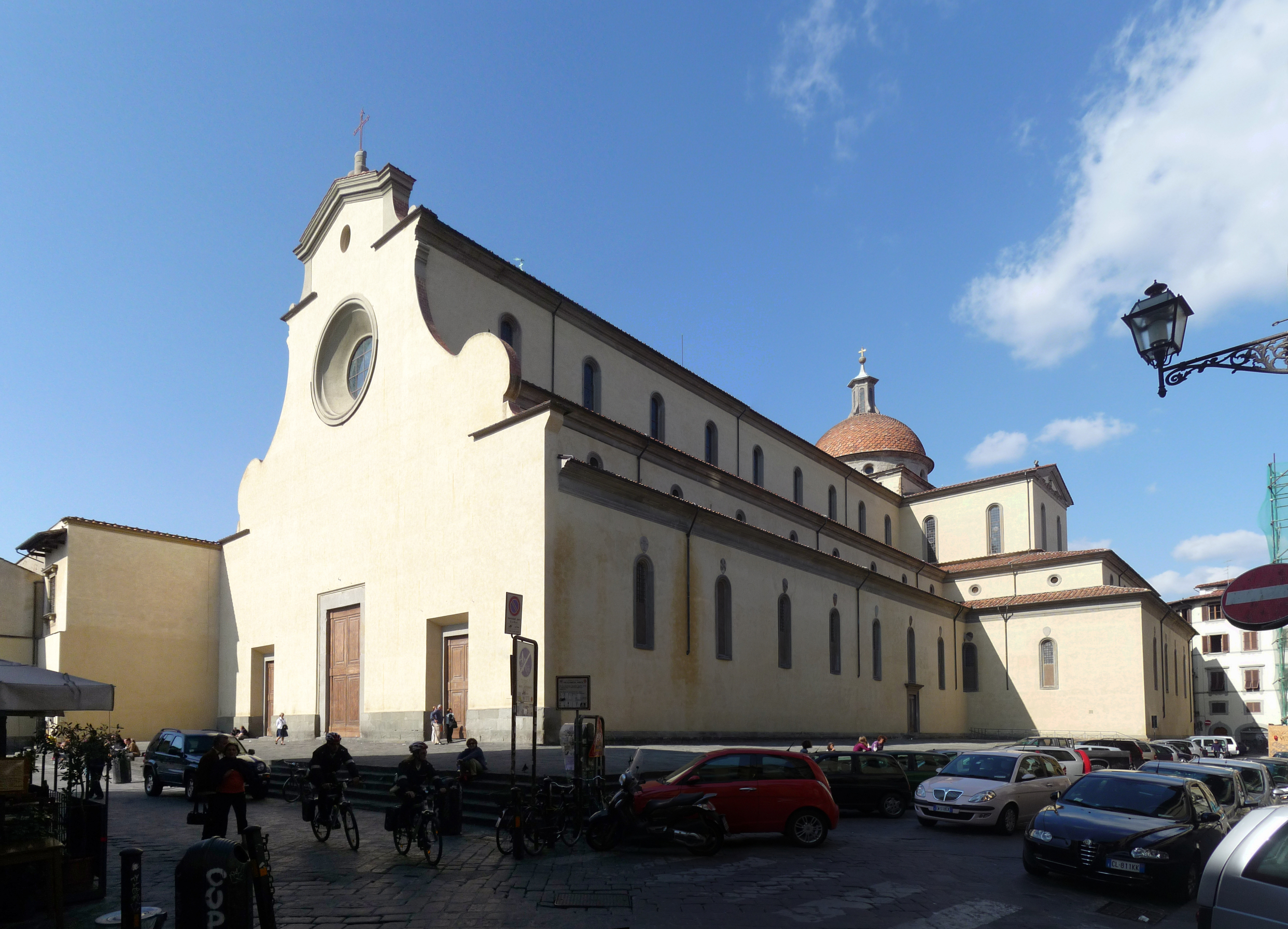
La place de la basilique Santo Spirito dans le quartier Oltrarno.

L'Oltrarno est la rive gauche de l'Arno qui passe à Florence (c'est-à-dire « outre-Arno » par rapport au Lungarno, qui est constitué de l'ensemble des quartiers bordant le fleuve sur l'autre rive) et son quartier s'appelle en florentin le Diladdarno.
Bien que le centre historique de la ville soit traditionnellement situé sur sa rive droite, l'Oltrarno possède des monuments, des jardins, des musées également uniques au monde : le palais Pitti et le jardin de Boboli, l'église de Santo Spirito, les boutiques des artisans, orfèvres et restaurateurs qui font de l'Oltrarno la zone de Florence où se manifeste encore la fiorentinità, dans les rues étroites de l'esprit Renaissance toujours vivant qui est depuis quelques années devenu le refuge des bourgeois-bohèmes florentins ou étrangers.

## Architecture religieuse

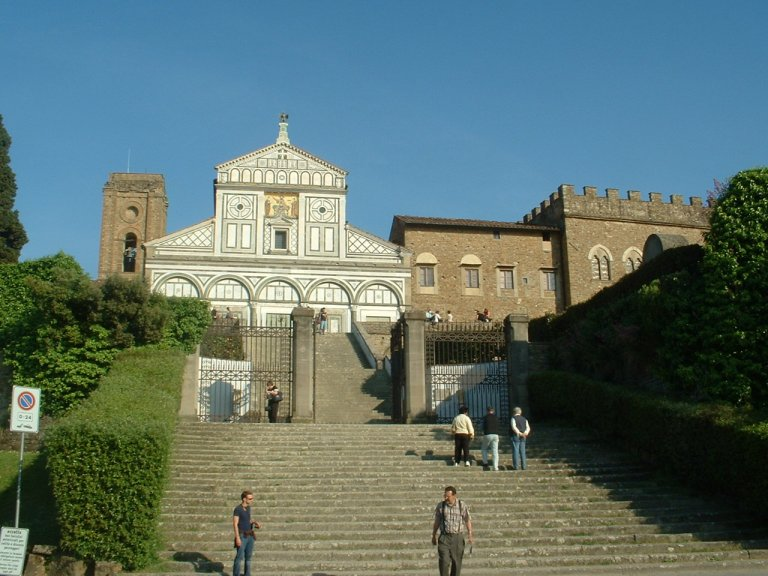
San Miniato al Monte.

- L'église Santa Maria del Carmine et la chapelle Brancacci,
- la basilique Santo Spirito,
- l'église San Felice in Piazza,
- l'église San Giorgio alla Costa
- la Chiesa di San Jacopo soprarno,
- la basilique San Miniato al Monte,
- la Chiesa di San Niccolò Oltrarno,
- l'église Santa Felicita,
- la Chiesa e convento di San Vincenzo d'Annalena
- l'Eglise Santa Lucia dei Magnoli,
- l'Église San Frediano in Cestello,
- Ex-Sinagoga di via de' Ramaglianti
- Ex Spedale di San Pier Novello
- Ex Spedale dello Spirito Santo
- Ex Ospizio di San Niccolò

## Palais

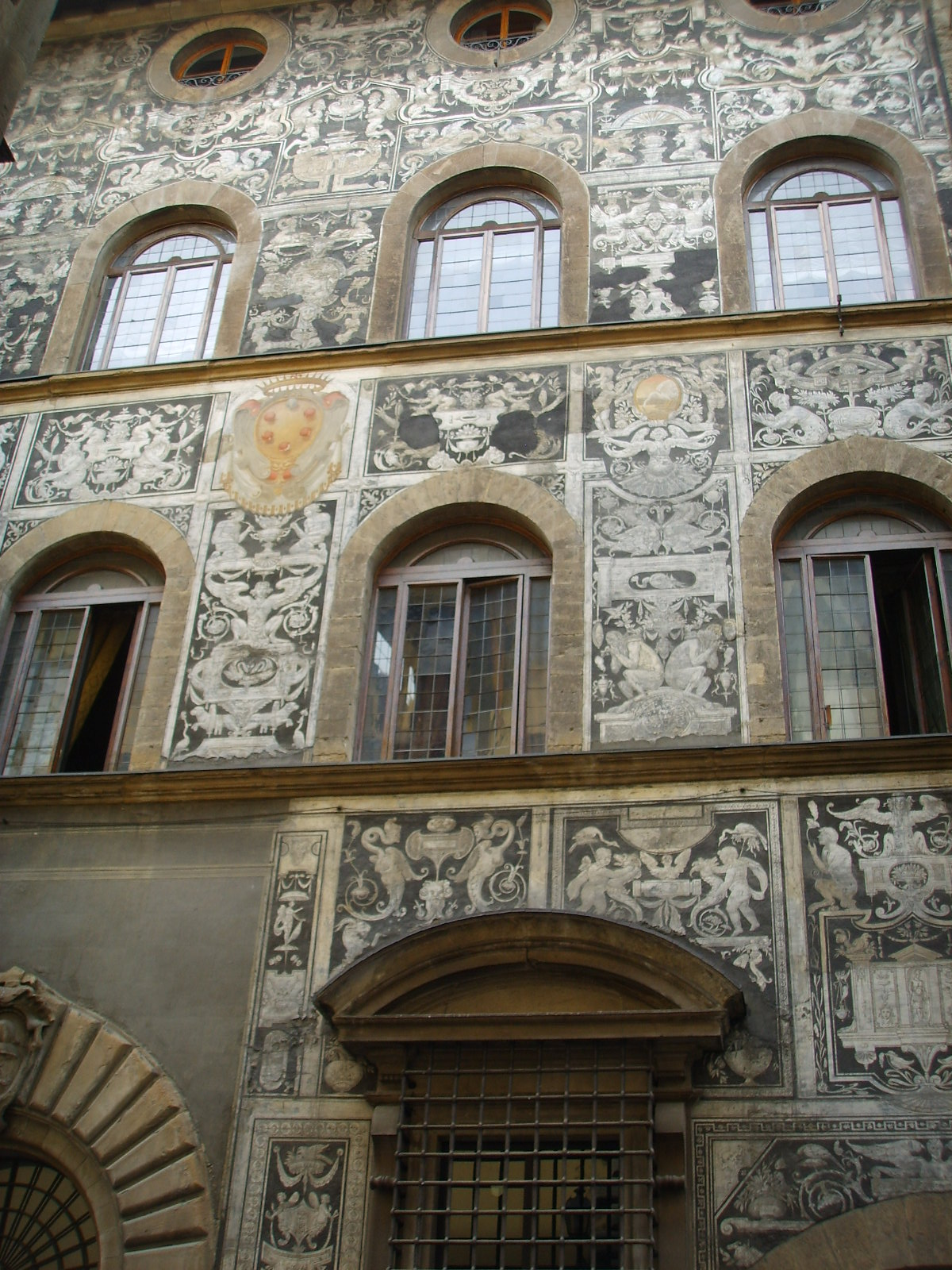
La façade du palais de Bianca Cappello ornée de grotesques.

- Palazzo Capponi in Oltrarno
- Palazzo della Missione
- Palazzo di Bianca Cappello
- Palazzo Pitti
- Palazzo Serristori
- Palazzo Renai
- Palazzo Orsini Suarez
- Palazzo Torrigiani Del Nero
- Palazzo Dragomanni

### Les maisons-tours
Les maisons-tours, d'anciens palais médiévaux dont beaucoup ont été démolis par décret à la Renaissance :
- Torre degli Angiolieri in Borgo San Jacopo
- Torri dei Barbadori in Borgo San Jacopo
- Torre dei Belfredelli in Borgo San Jacopo
- Torre dei Lanfredini in Via Santo Spirito
- Torre dei Mannelli, Via de' Bardi (contournée par un encorbellement du Corridor de Vasari, ses propriétaires en ayant refusé la traversée aux Médicis)
- Torre dei Marsili in Borgo San Jacopo
- Torre dei Ramaglianti in Via dei Ramaglianti
- Torre dei Rossi-Cerchi in Via Guicciardini angolo Borgo San Jacopo
- Torre degli Ubriachi in Via de' Bardi

## Musées
- la Casa museo Rodolfo Siviero

## Places

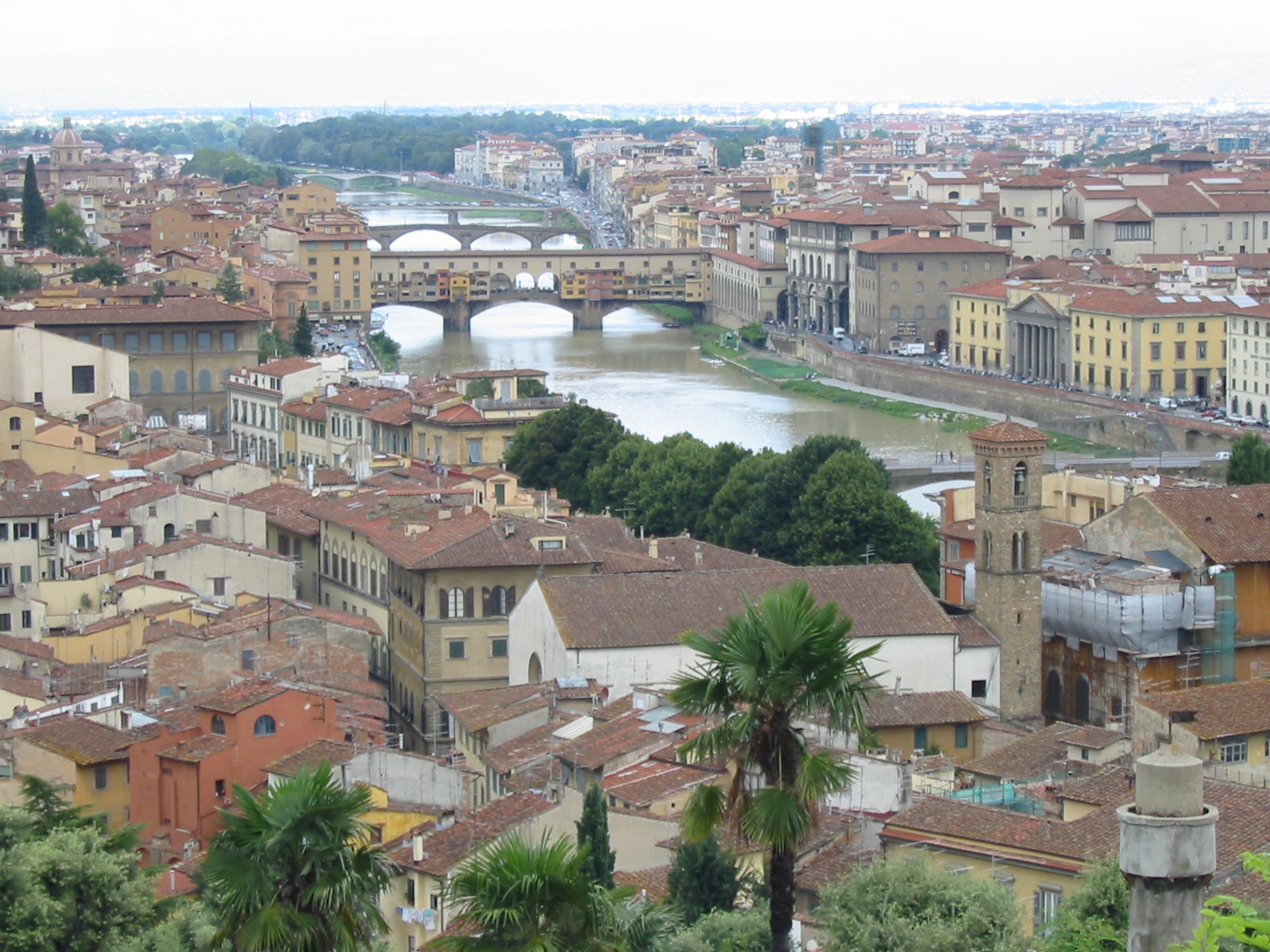
Le quartier oltrarno depuis le piazzale Michelangelo.

- le piazzale Michelangelo
- Piazza del Tiratoio
- Piazza del Carmine

## Voies typiques
- La Costa San Giorgio, et une des maisons de résidence de Galilée.

## Architecture militaire

### Portes fortifiées

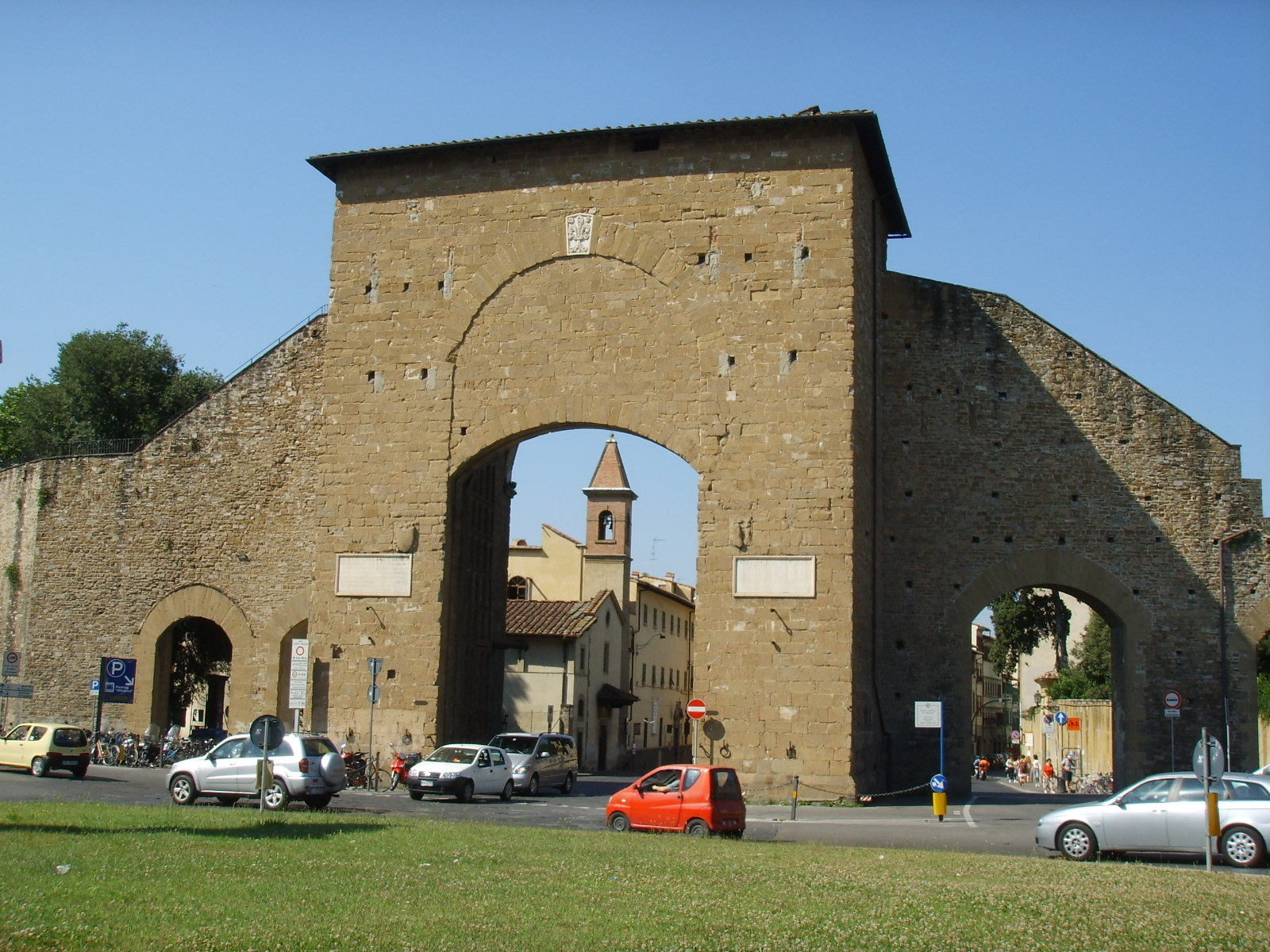
La Porta Romana.

- Porta Romana,
- Porta San Frediano,
- Porta San Giorgio,
- Porta San Miniato,
- Porta San Niccolò.

## Architecture civile
- Bain municipal de Florence